# 仏独協力条約
仏独協力条約（ふつどくきょうりょくじょうやく、フランス語: traité d'amitié franco-allemand、ドイツ語: deutsch-französische Freundschaftsvertrag）、もしくはエリゼ条約（エリゼじょうやく、フランス語: traité de l'Élysée、ドイツ語: Élysée-Vertrag）は、戦後におけるフランスとドイツ（西ドイツ）の協力について定められた条約。1963年1月22日パリ・エリゼ宮殿で調印され、同年7月2日に発効した。

## 条約締結

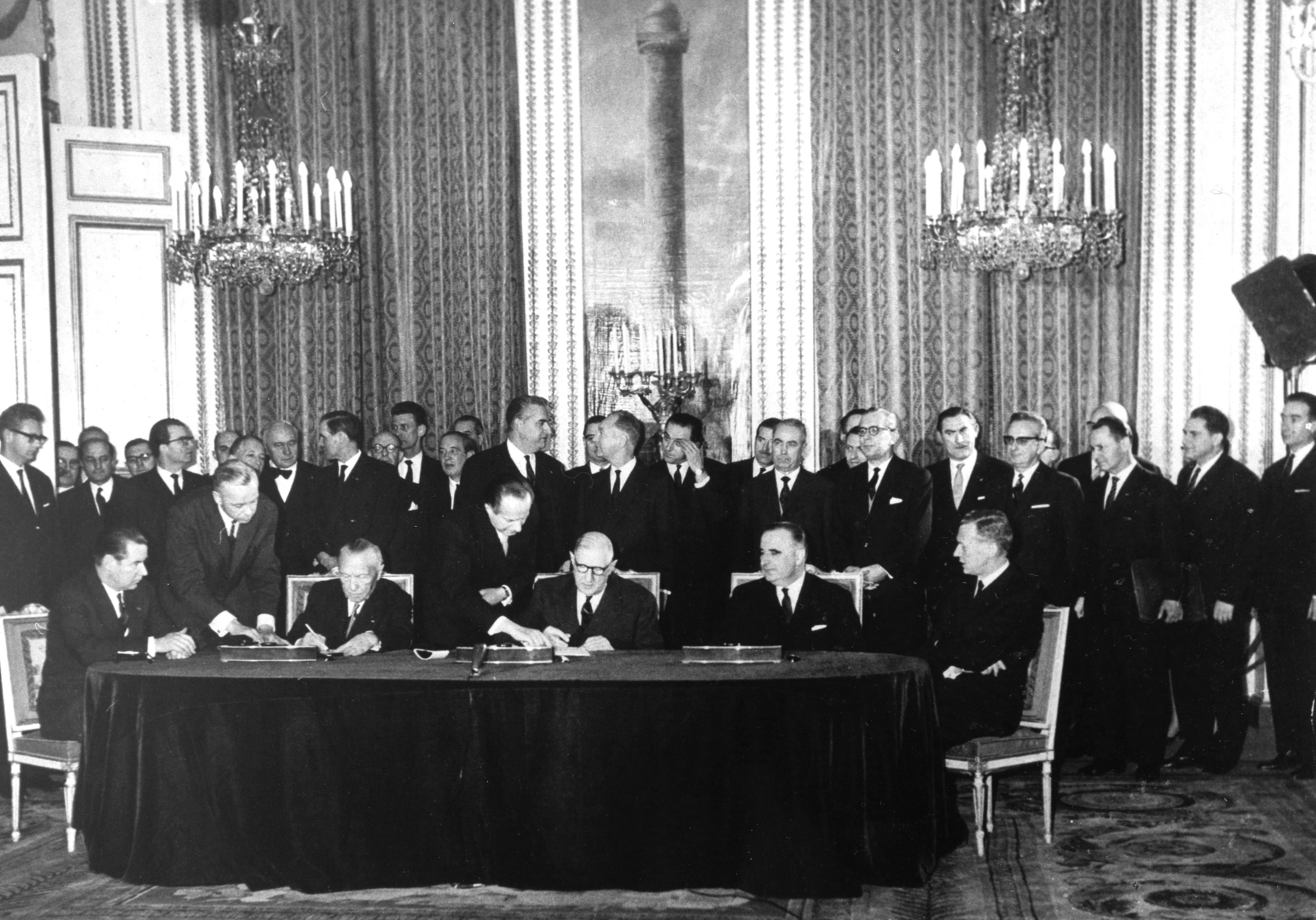
仏独協力条約に調印する両首脳
左からアデナウアー、ド・ゴール、ポンピドゥー

第二次世界大戦後のヨーロッパではアメリカ合衆国とソビエト連邦が西ヨーロッパの頭越しにヨーロッパ問題の対処にあたり、フランスと西ドイツが反発した。こうした背景の下、フランス大統領シャルル・ド・ゴールと西ドイツ首相コンラート・アデナウアーが協力条約締結に踏み切った。
この条約によりフランスとドイツの対立が終わり、「ボン＝パリ枢軸」または「仏独同盟」と呼ばれる協力関係が成立した。条約には政府首脳、外務・国防・教育閣僚、参謀総長の定期協議（それぞれ年2回、4回、6回）、情報交換拡大、経済政策協力、軍部交流、青少年交流などが定められ、締結と同時に「アデナウアー・ドゴール声明」を出して統一ヨーロッパへの展望を述べた。

## その後
条約締結から2週間後の1963年2月5日、ソビエト連邦は西ドイツに覚書を送り、軍事協力がヨーロッパの平和破壊に連なると抗議した。しかし、仏独協力はその後も拡大を続け、1988年に独仏合同旅団が設立、1992年に合同旅団を拡大した合同軍を設立、1993年にもヨーロッパ統合の牽引を続けることが確認された。2003年には条約40周年記念式典がパリで行われた。